# John Taverner
 Ikke at forveksle med John Tavener.
John Taverner (født omkring 1490, død 18. oktober 1545) var en engelsk komponist og organist. Taverner var en produktiv og betydningsfuld komponist af kirkelig vokalmusik, messer og motetter.